# Liwistona okrągłolistna

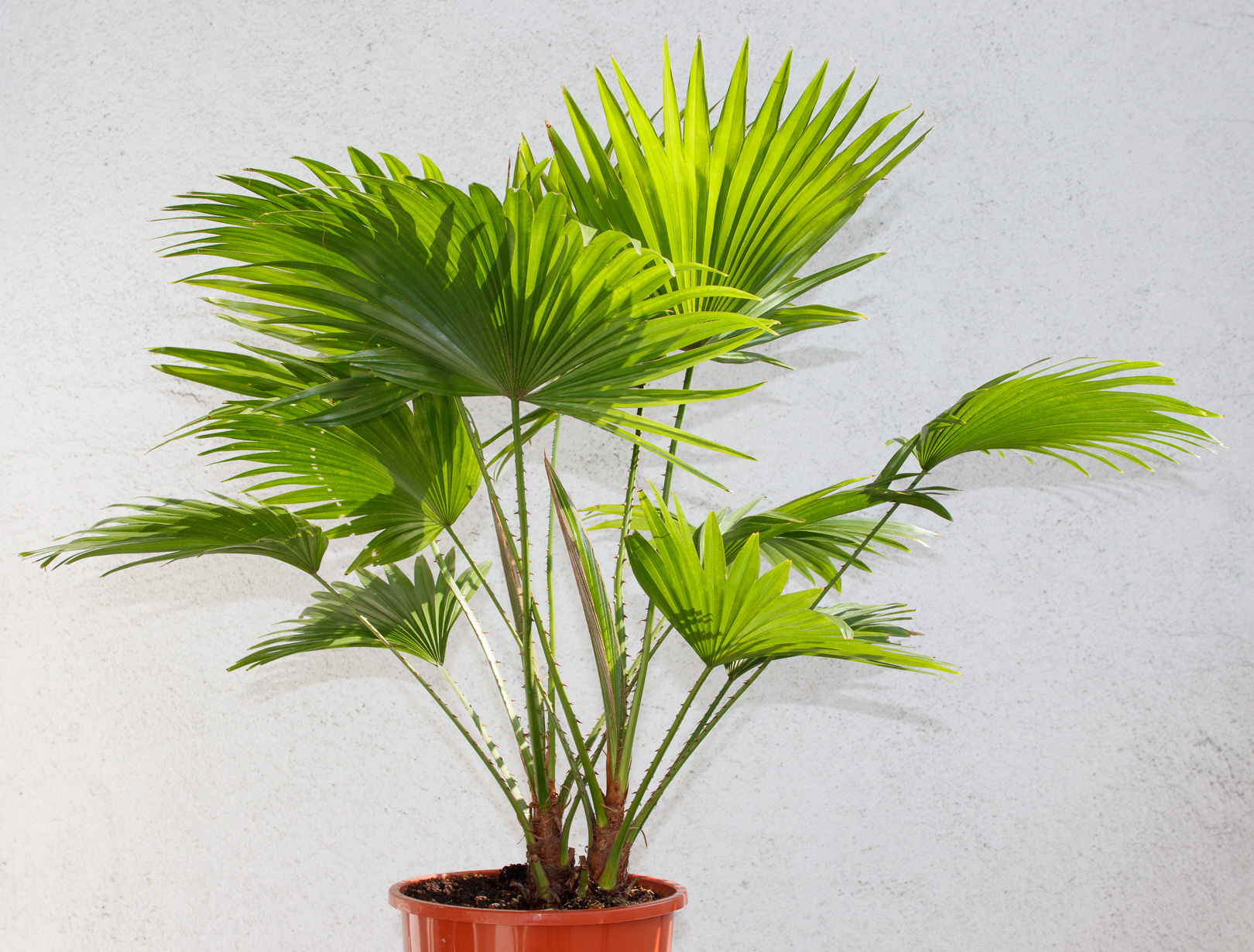
Liwistona okrągłolistna w doniczce

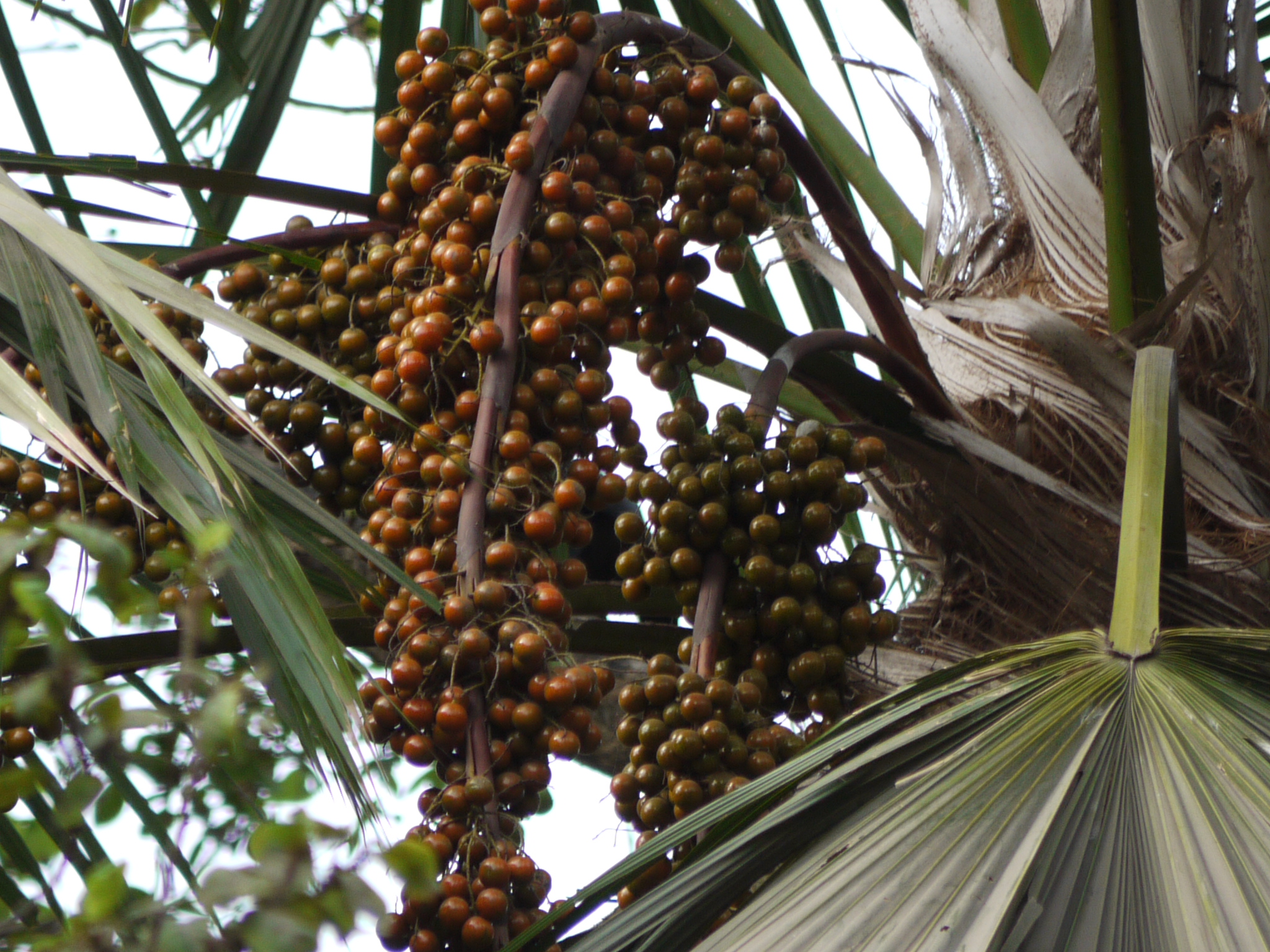
Owoce

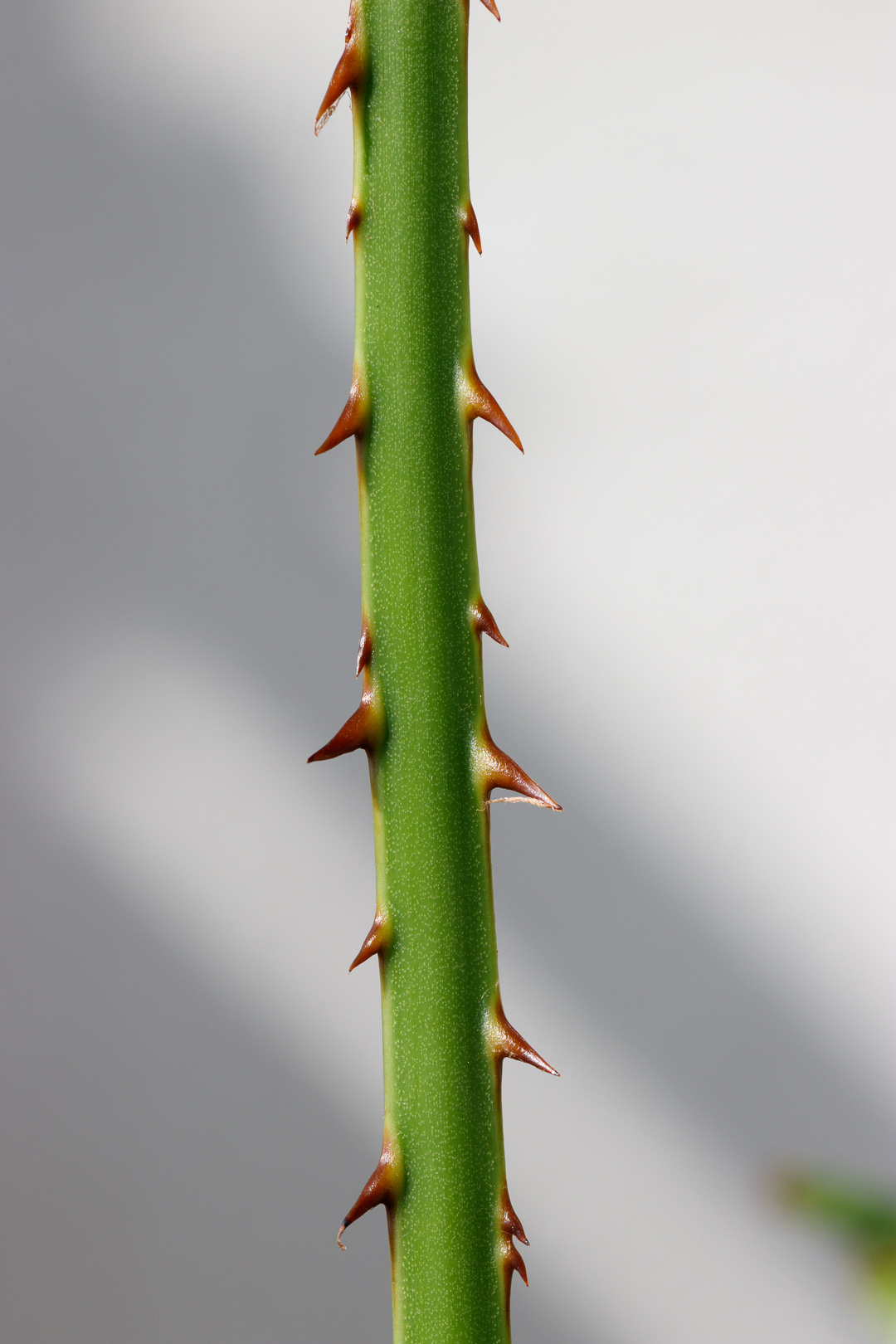
Ciernie na krawędziach ogonka liściowego.

Liwistona okrągłolistna, palma liwistona (okrągłolistna) (Saribus rotundifolius) – gatunek rośliny z rodziny arekowatych, popularnie nazywanych palmami. Występuje na Filipinach, w Indonezji i lokalnie w Malezji.

## Zasięg występowania
Liwistona okrągłolistna występuje:
- na Filipinach
- w Malezji – w Sabah na Borneo i na okolicznych wyspach[7] lub też wyłącznie na wyspach Banggai[3][a]
- w Indonezji – w Kalimantan na Borneo[7][a], na Celebes, Molukach i wyspach Raja Ampat koło Nowej Gwinei[7][3])[7][3].

Drzewa na Jawie w Indonezji są prawdopodobnie uciekinierami z uprawy.
Liwistona okrągłolistna jest również uprawiana w Indonezji, Malezji i na Filipinach, a oprócz tego w Singapurze i Indiach w Azji, na Trynidadzie i Tobago w Ameryce Południowej, na Florydzie w Stanach Zjednoczonych, w ogrodach botanicznych w Singapurze, Nowej Gwinei, Sri Lance, Australii, palmiarni Królewskiego Ogrodu Botanicznego Kew w Wielkiej Brytanii.

## Systematyka
W 2011 roku, na podstawie wyników badań DNA, 8 gatunków z rodzaju Livistona (w tym liwistona okrągłolistna) oraz Pritchardiopsis jeanneneyi zostały przeniesione do rodzaju Saribus.
Jest pierwszym taksonomicznie rozpoznanym gatunkiem z rodzaju, opisanym w 1741 roku przez Rumphiusa pod jednoimienną nazwą Saribus.

## Morfologia
Liwistona okrągłolistna jest gatunkiem bardzo zmiennym. Osiąga wysokość do 45 m, czyli najwyższą spośród wszystkich gatunków dawnego rodzaju Livistona.
KłodzinaPowierzchnia gładka. Osiąga wysokość do 45 m. Średnica 15-25 cm.
LiścieWachlarzowate (dłoniasto podzielone, wachlarzowato podzielone) – blaszka liściowa podzielona na rozchodzące się promieniście segmenty, u nasady niepodzielona, jednolita, 75-150 cm. Ogonki długie, 90-210 cm, ich krawędzie uzbrojone są w ciernie. Zakończenie ogonka na jego granicy i blaszki liściowej, czyli hastula, ma formę pionowo wzniesionej kołnierzowatej tkanki. Obrys liścia zbliżony do okręgu. Środkowy nerw będący przedłużeniem osi ogonka jest najgrubszy. Kulistą koronę tworzy 20-50 liści.
Kwiatostany3 równoległe podobne osie wyrastające ze wspólnej podstawy i mające wspólną podsadkę (tutaj prophyll), rozgałęzienia do 4 rzędów. Długość 90-150 cm (podsadka do 30 cm).
KwiatyŻółtawe, drobne (do 2-3 mm długości), pojedyncze lub w grupach po 2-4, obupłciowe. Kwitnienie trwa przez cały rok.
OwoceKształt bardziej lub mniej kulisty. Średnica 11-25 mm. Kolor na początku żółty, u dojrzałych pomarańczowo-czerwony, czerwony, ciemnofioletowy lub niebiesko-czarny. Mezokarp o grubości 1,5 mm, od lekko włóknistego do krupiastego, nasiono o średnicy 10-13 mm. Cały rok.

## Siedlisko
Lasy bagienne, obrzeża namorzyn, lasy deszczowe, brzegi rzek, lasy odrodzone po wycince.

## Zastosowanie
Liwistona okrągłolistna jest popularną rośliną doniczkową. Niektóre wymagania:
WodaPalma powinna być podlewana umiarkowanie, nie może jednak stać w wodzie. Wodę z podstawki należy koniecznie wylewać. Doniczkę najlepiej postawić na cienkiej warstwie żwiru, który można dosypać również na jej dno. Gatunek ten lubi powietrze o odpowiedniej wilgotności. Palmę dobrze jest też spryskiwać wodą co kilka dni, zwłaszcza zimą.
OświetlenieLubi światło słoneczne, młode rośliny rosną lepiej w półcieniu.